# Marie-José Pérecová
Marie-José Pérecová (* 9. května 1968 Basse-Terre) je bývalá francouzská atletka, dvojnásobná olympijská vítězka, dvojnásobná mistryně světa a mistryně Evropy v běhu na 400 metrů. Je také olympijskou vítězkou a halovou mistryní Evropy v běhu na 200 metrů.
Pérecová se narodila a vyrostla ve městě Basse-Terre na ostrově Guadeloupe, v 16 letech se přestěhovala do Paříže. Na letních olympijských hrách poprvé reprezentovala v roce 1988, kdy se hry konaly v jihokorejském Soulu.

## Úspěchy

### Olympijské hry
- LOH 1992, Barcelona - 1. místo 400 m
- LOH 1996, Atlanta - 1. místo 200 m
- LOH 1996, Atlanta - 1. místo 400 m

### Mistrovství světa
- 1991, Tokio - 1. místo 400 m
- 1993, Stuttgart - 4. místo 200 m
- 1995, Göteborg - 1. místo 400 m
- 1997, Atény - čtvrtfinále 200 m

### Mistrovství Evropy
- 1990, Split - 3. místo 400 m
- 1994, Helsinky - 1. místo 400 m
- 1994, Helsinky - 1. místo 4 × 400 m

### Halové mistrovství světa
- 1989, Budapešť - 6. místo 200 m

### Halové mistrovství Evropy
- 1989, Haag - 1. místo 200 m

## Osobní rekordy
- 100 m - (10,96 s - 27. července 1991, Dijon)
- 200 m - (21,99 s - 2. července 1993, Villeneuve-d'Ascq) - FR
- 400 m - (48,25 s - 29. července 1996, Atlanta) - FR, OR
- 400 m př. - (53,21 s - 16. srpna 1995, Curych) - FR